# Hipolit
Pour l’article ayant un titre homophone, voir Hippolyte.
Hipolit (?-1027) est le second archevêque de Gniezno. Il succède à Radzim Gaudenty.
Les historiens contemporains s’accordent pour affirmer qu’il est certainement d’origine étrangère. En effet, à cette époque, le peuple des Polanes n’avait pas encore d’ecclésiastique ayant la stature pour occuper une fonction aussi élevée au sein de l’Église. De plus, son nom n’est pas d’origine slave.
Il est devenu archevêque à une date inconnue mais il a exercé sa charge dans la seconde partie du règne de Boleslas Ier le Vaillant et au début de celui de Mieszko II Lambert. Hipolit a couronné des deux rois de Pologne dans la cathédrale de Gniezno, respectivement le 18 avril 1025 et le 25 décembre 1025.
D’après le chroniqueur Jan Długosz, il a été inhumé dans la cathédrale de Gniezno. Bossuta Stefan lui succède.